# Бергендорф, Жана
Жана Бергендорф (болг. Жана Бергендорф) — болгарская певица, победительница второго сезона болгарской версии X Factor в 2013 году. Член группы «Equinox», представитель Болгарии на Евровидении 2018 в Лиссабоне с песней «Bones».

## Биография
Жана Владимирова Бранкова родилась 20 октября 1985 года в Софии. Она начала петь в возрасте шести лет. Пела в детской вокальной группой «Врабчета». С 2010 по 2012 год проживала в Республике Корея. По возвращении на родине она участвовала в болгарской версии X Factor (2013 год) и выиграла его с 69,9 процента голосов телезрителей. Затем она подписала контракт с музыкальной компанией «Вирджиния Рекордс». Принимала участие в реалити-шоу «VIP Brother 8» осенью 2016 года.

## Песни и видеоклипы
1. «Светът е наш» (Жана Бергендорф с Дейвид Кори, Рафи, Део, Лео, Играта и Дъ Уърлд) (2014 год)
2. «Самурай» [3] (2014 год)
3. «Играем с теб до края»[4] (дуэт с Кристо) (2014 год)
4. «Невъзможни сме сами» (2015 год)
5. «Време» (дуэт с Моисей) (2015 год)
6. «Докрай» [5] (2017 год)
7. «Bones» [6] (2018 год)